# Cathédrale Saint-Éric de Stockholm
Cet article concerne la cathédrale catholique de Stockholm. Pour la cathédrale historique, voir Storkyrkan.
La cathédrale Saint-Éric de Stockholm (en suédois : Sankt Eriks katolska domkyrka) est le siège épiscopal du diocèse catholique de Stockholm. Située dans le quartier de Södermalm, elle fut édifiée en 1892. À l'origine simple église paroissiale, elle fut élevée au rang de cathédrale lorsque fut érigé le diocèse catholique de Stockholm par le pape Pie XII en 1953.

## Histoire
Après l'établissement de l'Église d'État luthérienne suédoise au XVIe siècle, les autres communautés religieuses sont soumises à une interdiction stricte de pratiquer le culte, qui n'est assouplie que progressivement et par étapes. En 1781, les étrangers catholiques sont autorisés à pratiquer librement leur religion et à éduquer leurs enfants dans la religion catholique. En 1783, le Saint-Siège détache le territoire suédois du vicariat apostolique du Nord en tant que vicariat indépendant. Après différents débuts, dont le prédécesseur de l'actuelle église Saint-Eugènie (1837), l'église paroissiale Saint-Éric peut être consacrée en 1892, où siège également le vicaire apostolique (Albert Bitter de 1885 à 1923). Mais ce n'est qu'en 1953 que le diocèse de Stockholm est fondé et que l'église Saint-Éric est élevée au rang de cathédrale.

## Description
D'un point de vue architectural, la cathédrale réunit influences néo-romanes et néo-byzantines. Si la façade, d'une grande sobriété, s'organise essentiellement autour d'un portail en  plein cintre évoquant celui de la cathédrale Saint-Trophime d'Arles, l'intérieur est caractérisé par un décor polychrome dans le goût du XIXe siècle. 
Du fait de l'accroissement du nombre de fidèles catholiques dans les années d'après-guerre ainsi que du nouveau statut de cathédrale accordé à l'édifice, des travaux d'agrandissement ont été menés sous la conduite des architectes Hans Westman et Ylva Lenormand. Cette campagne de travaux a été achevée en 1983, année du bicentenaire de la réintroduction du culte catholique en Suède.
La cathédrale est consacrée au roi Éric IX de Suède, considéré comme saint par l'Église catholique (Saint Éric, fêté le 18 mai).

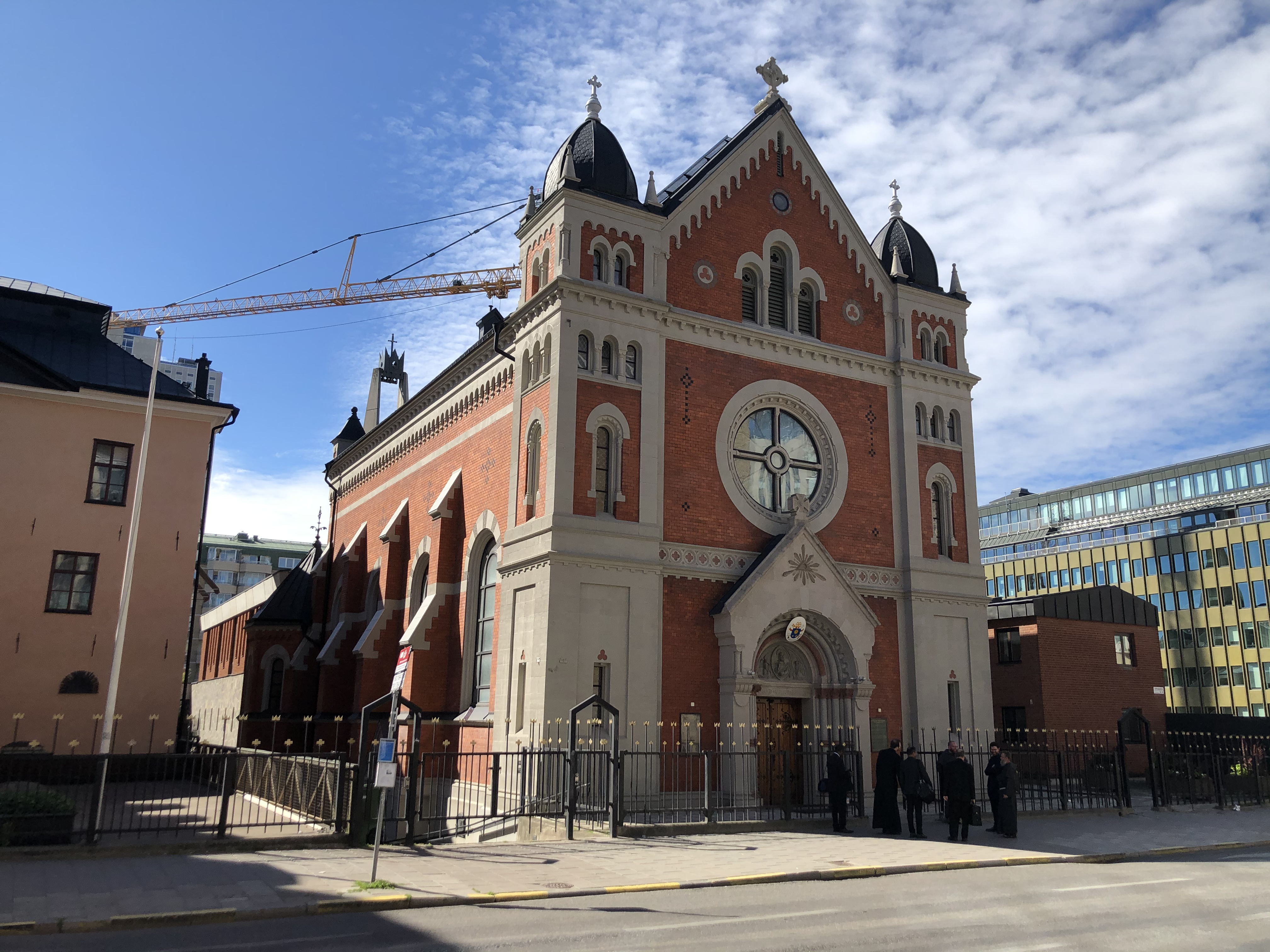
Extérieur de la cathédrale, vue du nord-est
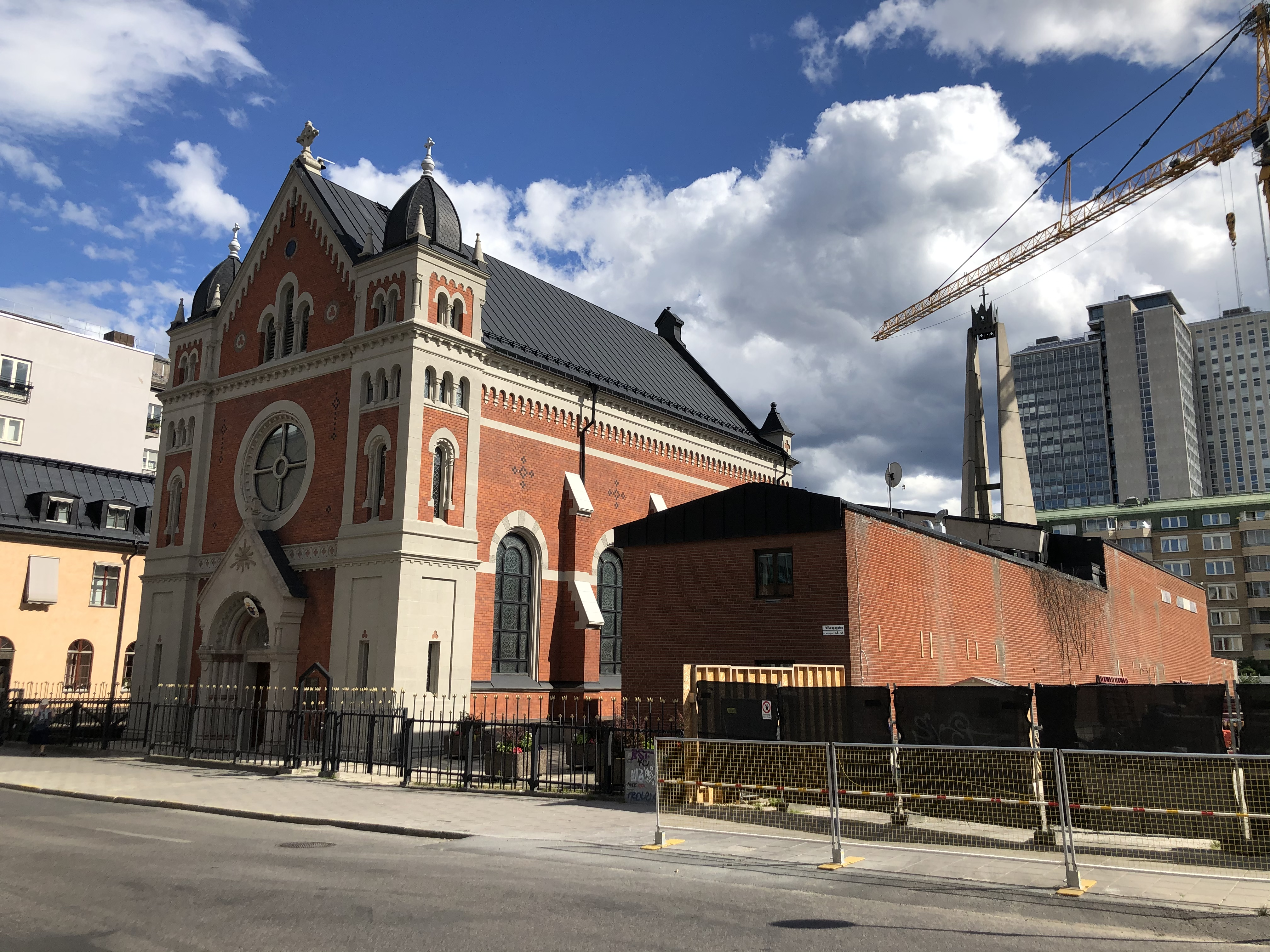
Extérieur de la cathédrale, vue du nord-ouest
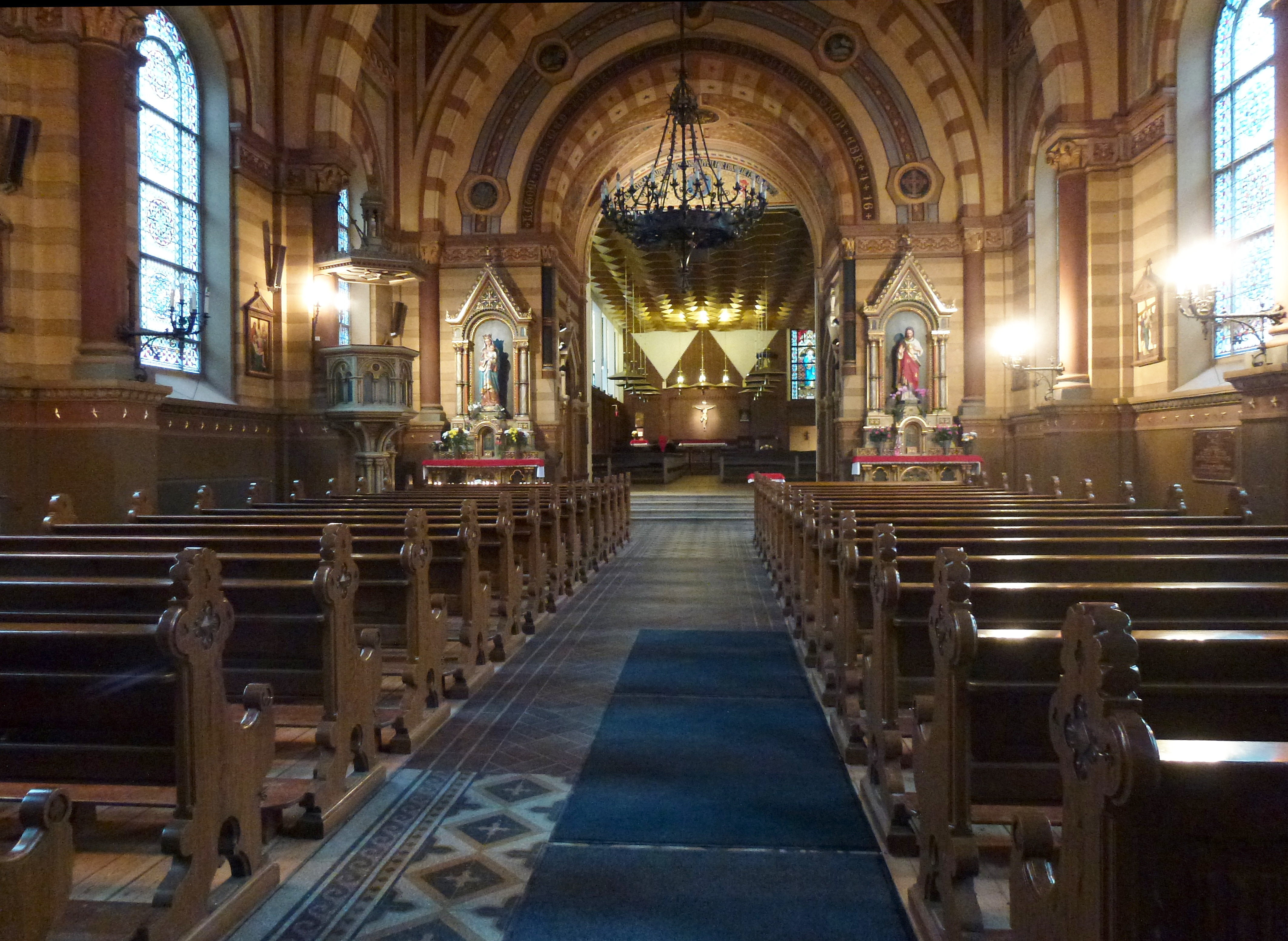
Intérieur de la cathédral, ancienne partie
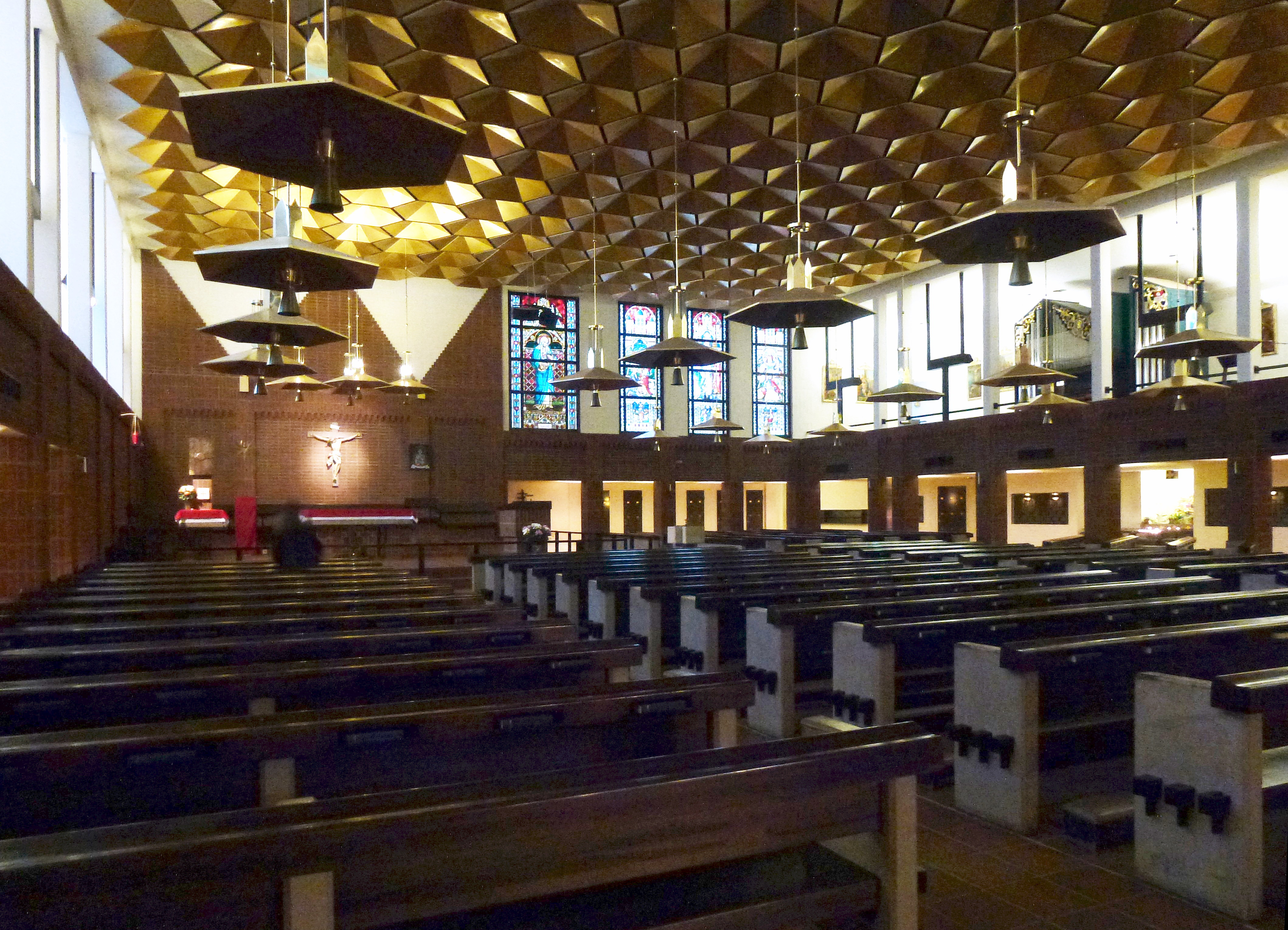
Intérieur de la cathédrale, nouvelle partie